# Ernst Damzog
Ernst Damzog (ur. 30 października 1882 w Strasburgu, zm. 24 lipca 1945 w Halle) – niemiecki policjant, Generalmajor, SS-Brigadeführer, członek Gestapo oraz zbrodniarz hitlerowski.

## Życiorys
Z zawodu strażak, później od roku 1912 studiował w akademii policyjnej w Hannowerze, po ukończeniu której pracował w Kriminalpolizei. W 1914 roku osiągnął stopień komisarza policji kryminalnej. Następnie wziął udział w I wojnie światowej, gdzie służył w policji polowej, a po wojnie wrócił do pracy w policji kryminalnej, pracując w placówkach w Królewcu, Magdeburgu i Wrocławiu. Do SS Damzog wstąpił 15 czerwca 1933 r. otrzymując numer 36 157. Członkiem NSDAP został 1 maja 1937 otrzymując nr. 5 081 001.
W 1939 roku w randze SS-Standartenfürera był dowódcą Einsatzgruppe V działającej podczas Kampanii wrześniowej przy 3 Armii). W 1939 roku Damzog był odpowiedzialny m.in. za niemieckie represje wobec ludności Grudziądza. 
Po aneksji Polski pełnił funkcję Inspektora Sicherheitspolizei oraz SD w okupowanym Poznaniu, gdzie pełnił aktywną rolę w masowych wysiedleniach Polaków z Wielkopolski do Generalnego Gubernatorstwa W roku 1944 Damzog pełnił rolę SS-Brigadeführera i Generalmajora niemieckiej policji.

## Odznaczenia
- Krzyż Zasługi Wojennej I klasy z mieczami[5]
- Krzyż Honorowy[5]